# Trogoderma versicolor
Trogoderma versicolor là một loài bọ cánh cứng trong họ Dermestidae. Loài này được Creutzer miêu tả khoa học năm 1799.